# 브레이크아웃 캐릭터
브레이크아웃 캐릭터(Breakout Character)는 만화, 연재소설, 영화, 텔레비전 드라마 등에 등장해 큰 인기를 얻거나 회자되는 캐릭터이다. 영화 《슈퍼배드》의 "미니언스", 영화 《스타워즈: 깨어난 포스》의 "BB-8" 그리고 영화 《캐리비안의 해적》 시리즈의 "잭 스패로"가 일례이다.